# Copa México 1959/60
Die Copa México 1959/60 war die 18. Austragung des Fußball-Pokalwettbewerbs seit Einführung des Profifußballs in Mexiko. Das Turnier wurde im Anschluss an die Punktspielrunde der Erstliga-Saison 1959/60 ausgetragen. Teilnahmeberechtigt waren nur die 14 Mannschaften, die in derselben Saison in der höchsten Spielklasse des Landes vertreten waren. Sieger wurde die Mannschaft des Club Necaxa, die den Pokalwettbewerb in dieser Saison erstmals in der Profiepoche gewinnen konnte, aber bereits viermal während der sogenannten Amateurepoche (1925, 1926, 1933 und 1936) erfolgreich war.

## Modus
Die Begegnungen wurden im K.-o.-System ausgetragen. Wegen der Teilnahme von 14 Mannschaften kamen in der ersten Runde zwei Mannschaften (Celaya FC und CD Zacatepec) per Freilos weiter. Alle Runden bis auf das Finale wurden in Hin- und Rückspielen mit je einem Heimrecht der beiden Kontrahenten ausgetragen. Endspielort war das Estadio Olímpico Universitario in Mexiko-Stadt.

## Achtelfinale
Die Begegnungen des Achtelfinals wurden zwischen dem 6. März und 12. März 1960 ausgetragen.
|                  | Gesamt          |                  | Hinspiel | Rückspiel |
| ---------------- | --------------- | ---------------- | -------- | --------- |
| CD Oro           | 2:3             | CF Atlas         | 1:1      | 1:2       |
| Deportivo Toluca | 3:2             | CF Atlante       | 1:1      | 2:1       |
| CD Irapuato      | 3:3 (1:3 i. E.) | Atlético Morelia | 3:1      | 0:2       |
| CD Zamora        | 3:8             | Club Necaxa      | 1:1      | 2:7       |
| Club América     | 2:6             | CD Tampico       | 1:1      | 1:5       |
| CD Guadalajara   | 5:2             | Club León        | 2:1      | 3:1       |

- Celaya FC und CD Zacatepec per Freilos.

## Viertelfinale
Die Hinspiele des Viertelfinals wurden am 20. März und die Rückspiele am 26./27. März 1960 ausgetragen.
|                  | Gesamt |                  | Hinspiel | Rückspiel |
| ---------------- | ------ | ---------------- | -------- | --------- |
| CD Guadalajara   | 3:6    | CF Atlas         | 2:2      | 1:4       |
| Deportivo Toluca | 2:0    | Atlético Morelia | 1:0      | 1:0       |
| Club Necaxa      | 7:2    | Celaya FC        | 5:1      | 2:1       |
| CD Zacatepec     | 5:6    | CD Tampico       | 3:2      | 2:4 n. V. |

## Halbfinale
Die Hinspiele des Halbfinals wurden am 2./3. April und die Rückspiele am 10. April 1960 ausgetragen.
|                  | Gesamt |             | Hinspiel | Rückspiel |
| ---------------- | ------ | ----------- | -------- | --------- |
| CD Tampico       | 6:3    | CF Atlas    | 4:1      | 2:2       |
| Deportivo Toluca | 2:3    | Club Necaxa | 2:2      | 0:1       |

## Finale
Das Finale wurde am 17. April 1960 ausgetragen.
|             | Ergebnis |            |
| ----------- | -------- | ---------- |
| Club Necaxa | 4:1      | CD Tampico |

Mit der folgenden Mannschaft gewann der Club Necaxa den Pokalwettbewerb der Saison 1959/60:
Jorge Morelos – „Diablo“ Benhumea, Héctor Ferrari, Domingo de la Mora, Tomás Reynoso – Jaime Salazar, Benjamín Fal, Alberto Evaristo – Francisco Noriega, Guillermo Ortiz, Alberto Baeza; Trainer: Donaldo Ross.